# ファクンド・ガルセス
ファクンド・トマス・ガルセス （Facundo Tomás Garcés , 1999年9月5日 - ）は、アルゼンチン・サンタフェ州サンタフェ出身のサッカー選手。マレーシア代表。プリメーラ・ディビシオン・CAインデペンディエンテ所属。ポジションは DF。

## クラブ経歴

### CAコロン
地元サンタフェのクラブチームを経て、2017年にCAコロンに入団。同年5月にトップチームに昇格するも、最初の3シーズンは出場機会に恵まれず、2020-21シーズンにプロデビュー。2021シーズンより先発に定着。以降3年間は中心選手として活躍するも、2024年にクラブ側と契約問題で対立。同年シーズンは不出場の状態に陥り、同年7月にはデポルティーボ・アラベスと移籍交渉を進めている事が報じられた。

### デポルティーボ・アラベス
2024年8月3日、デポルティーボ・アラベスと2028年までの契約を締結。2025年1月1日より加入した。